# Kleinkinzig- und Rötenbachtal
Das FFH-Gebiet Kleinkinzig- und Rötenbachtal in Baden-Württemberg wurde 2005 durch das Regierungspräsidium Karlsruhe angemeldet. Mit Verordnung des Regierungspräsidiums Karlsruhe zur Festlegung der Gebiete von gemeinschaftlicher Bedeutung vom 12. Oktober 2018 (in Kraft getreten am 11. Januar 2019), wurde das Schutzgebiet ausgewiesen.

## Lage
Das 115 Hektar große Schutzgebiet Kleinkinzig- und Rötenbachtal liegt in den Naturräumen Obere Gäue, Grindenschwarzwald und Enzhöhen und Mittlerer Schwarzwald. Anteile am Gebiet haben mit 92 % der Fläche der Landkreis Freudenstadt mit den Gemeinden Loßburg und Alpirsbach, mit 8 % der Landkreis Rottweil mit der Gemeinde Schenkenzell.

## Schutzzweck

### Lebensraumtypen
Folgende Lebensraumtypen nach Anhang I der FFH-Richtlinie kommen im Gebiet vor:
| EU Code | * | Lebensraumtyp (offizielle Bezeichnung)                                                                          | Kurzbezeichnung                              |
| ------- | - | --- | -------------------------------------------- |
| 3260    |   | Flüsse der planaren bis montanen Stufe mit Vegetation des Ranunculion fluitantis und des Callitricho-Batrachion | Fließgewässer mit flutender Wasservegetation |
| 6230    | * | Artenreiche montane Borstgrasrasen (und submontan auf dem europäischen Festland) auf Silikatböden               | Artenreiche Borstgrasrasen                   |
| 6430    |   | Feuchte Hochstaudenfluren der planaren und montanen bis alpinen Stufe                                           | Feuchte Hochstaudenfluren                    |
| 6510    |   | Magere Flachland-Mähwiesen (Alopecurus pratensis, Sanguisorba officinalis)                                      | Magere Flachland-Mähwiesen                   |
| 6520    |   | Berg-Mähwiesen                                                                                                  | Berg-Mähwiesen                               |
| 8220    |   | Silikatfelsen mit Felsspaltenvegetation                                                                         | Silikatfelsen mit Felsspaltenvegetation      |
| 91E0    | * | Auen-Wälder mit Alnus glutinosa und Fraxinus excelsior (Alno-Padion, Alnion incanae, Salicion albae)            | Auenwälder mit Erle, Esche, Weide            |
| 9410    |   | Montane bis alpine bodensaure Fichtenwälder (Vaccinio-Piceetea)                                                 | Bodensaure Nadelwälder                       |

### Arteninventar
Folgende Arten von gemeinschaftlichem Interesse kommen im Gebiet vor:
| Bild                  | EU Code | * | Art                   | wissenschaftlicher Name | Artengruppe           |
| --------------------- | ------- | - | --------------------- | ----------------------- | --------------------- |
| Groppe                | 1163    |   | Groppe                | Cottus gobio            | Fische und Rundmäuler |
| Wimperfledermaus      | 1321    |   | Wimperfledermaus      | Myotis emarginatus      | Säugetiere            |
| Großes Mausohr        | 1324    |   | Großes Mausohr        | Myotis myotis           | Säugetiere            |
| Europäischer Dünnfarn | 1421    |   | Europäischer Dünnfarn | Trichomanes speciosum   | Pflanzen              |

### Zusammenhängende Schutzgebiete
Ein Teilgebiet des FFH-Gebiets liegt im Naturschutzgebiet Glaswiesen und Glaswald.